# EUPHORIA (柴咲コウの曲)
「EUPHORIA」（ユーフォリア）は、柴咲コウの21枚目のシングル（RUI、KOH+名義含む）。2010年11月3日発売。

## 解説
PVでは、主題歌になっているテレビドラマ『ストロベリーナイト』主演の竹内結子が出演している。

## 収録曲
- 全作詞:柴咲コウ

1. EUPHORIA
  - 作曲・編曲：内澤崇仁［androp］
  - フジテレビ系スペシャルドラマ『ストロベリーナイト』主題歌
2. U.
  - 作曲・編曲：崎谷健次郎
3. となり -100709-
  - 作曲・編曲：池宮創人

## 収録アルバム
EUPHORIA
- 『CIRCLE CYCLE』
- 『KO SHIBASAKI ALL TIME BEST 詩』

となり -100709-
- 『CIRCLE CYCLE』

## 試聴（公式）
- EUPHORIA （ミュージックビデオ） - YouTube